# Moritz Wilhelm Paul Schwartz
Moritz Wilhelm Paul Schwartz (* 4. Novemberjul. / 16. November 1864greg. in Tartu, Gouvernement Livland, Russisches Kaiserreich; † 14. Januar 1919 in Tartu, jetzt Estland), zur Unterscheidung von seinem Vater auch Wilhelm Schwartz jun. genannt, auch Wilhelm Schwarz geschrieben, war ein deutsch-baltischer Pastor. (Im Album des Theologischen Vereins Dorpat findet sich die weitere Namensvariante Wilhelm Paul Moritz Schwartz.) Er gilt als evangelischer Märtyrer und ist auf dem Rigaer Märtyrerstein verzeichnet.

## Leben
Wilhelm Schwartz wurde als Sohn des Tartuer Oberkonsistorialrats und Oberpastors August Wilhelm Theodor Schwartz und der Sophie Maria Charlotte Schwartz geboren. 
Moritz Wilhelm Paul Schwartz ging von 1873 bis 1874 zur Blumbergschen Vorbereitungsschule und von 1875 bis 1882 zum Gymnasium in Tartu, das er mit dem Abitur abschloss. Er studierte von 1883 bis 1887 Theologie an der Kaiserlichen Universität Dorpat. Vom 10. Oktoberjul. / 22. Oktober 1884greg. bis zum 13. Märzjul. / 25. März 1885greg. war er Mitglied des Theologischen Vereins Dorpat. 1888 erhielt er sein Diplom als graduierter Student und bestand seine Prüfung vor dem Konsistorium in Riga. Von 1888 bis 1889 verbrachte er sein Probejahr bei seinem Vater und bei Pastor Behse in Helmet in Livland. Am 12. Märzjul. / 24. März 1889greg. wurde er in der Tartuer St. Johannis-Kirche von seinem Vater, Prof. Dr. W. Volck und Dozent Mag. R. Seeberg ordiniert. Ab 1889 diente er als Pastor-Adjunkt in Käina auf Hiiumaa. Im Januar 1890 wurde er Pastor-Diakonus der Tartuer St. Johannis-Gemeinde. Die Amtseinführung wurde ebenfalls von seinem Vater geleitet; Pastor Nikolai Spindler und der emeritierte Pastor Th. Pfeil, einer der Amtsvorgänger Moritz Wilhelm Paul Schwartz’ in dieser neuerworbenen Stellung, assistierten.
Daneben war Schwartz Hausvater im Waisenhaus für Jungen, außerdem Religionslehrer an der Johanniskirchenschule. Er blieb lieber im Hintergrund, eine Führungsrolle zu übernehmen, lag ihm nicht. Seine besondere Zuneigung galt den Kindern im Kindergottesdienst und den Schulen sowie den bedürftigen, bildungsfernen Gemeindemitgliedern. 
Am 3. Apriljul. / 15. April 1890greg. heiratete er Laura Kristina, geborene Laurin (1867–1909). Am 22. Januarjul. / 3. Februar 1891greg. wurde in Tartu ein Sohn Moritz Wilhelm Paul Schwartz’ geboren, der den Namen Wilhelm Reinhold Schwartz († 9. Dezember 1962 in Bielefeld) erhielt.
Im Estnischen Freiheitskrieg übernahmen die Bolschewiki am 21. Dezember 1918 die Kontrolle über Tartu. Moritz Wilhelm Paul Schwartz wurde von ihnen am 13. Januar 1919 gleichzeitig mit seinem 18-jährigen Sohn verhaftet und in der als provisorisches Gefängnis für etwa 300 Gefangene dienenden Kreditbank von Tartu, die in der Compagniestraße 5 lag, inhaftiert. Zu den Gefangenen gehörten der evangelische Universitätspastor und Theologieprofessor Traugott Hahn, der russisch-orthodoxe Bischof von Riga, Platon Kulbusch, dessen Sekretär, Protodiakon Konstantin Dorin, und die Priester Nikolai Stefanowitsch Beschanizki, Michael Bleive und Alexander Brjanzew. Die Haftbedingungen in dem überfüllten Raum waren hart. Unter den Gefangenen befanden sich auch 60 bis 80 Frauen.
Am 14. Januar näherten sich die estnischen und finnischen Truppen Tartu, woraufhin die Bolschewiki um 10 Uhr 30 morgens begannen, Gefangene zu erschießen oder durch Axtschläge auf den Schädel zu töten. Die Hinrichtungen fanden im sogenannten Mordkeller statt.  Die Vorgehensweise wurde bei einer späteren Untersuchung rekonstruiert:
Die Gefangenen mussten sich in einer Reihe aufstellen. Ein Kommissar kam in die Zelle und die Namen der Opfer wurden aufgerufen. Der Kommissar führte die Todeskandidaten hinaus. Zuerst starb Platon Kulbusch. Danach folgte der Bäcker Lutsk. Nikolai Stefanowitsch Beschanizki, Michael Bleive und Traugott Hahn wurden gemeinsam zur Hinrichtung herausgeführt. Dann wurde Wilhelm Schwartz herausgerufen. Zu diesem Zeitpunkt war er wohl noch der Ansicht, dass er nun freigelassen werden sollte. Stattdessen wurde er getötet, indem ihm beide Arme und der Kopf mit einer Axt abgeschlagen wurden. An seine Schultern festgenagelt fand man später den Schulterriemen eines Offiziers. Es gilt als gesichert, dass er das Opfer einer Verwechslung geworden ist; ein anderer Pastor namens Schwartz sollte getötet werden.
Unter den Opfern waren auch einfache Handwerker wie der Fleischer Eugen Massal und der Töpfermeister Ado Luik. Zusätzlich zu den Personen, die in der Kreditbank gefangen gehalten worden waren, wurden auch Personen, die in der Polizeiwache inhaftiert worden waren, in dem Keller hingerichtet.  Insgesamt starben am 14. Januar 1919 im sogenannten Mordkeller 19 Personen. (Eine Namensliste aller Opfer findet sich im Kapitel „Nachleben“.) Zu weiteren Tötungen mit religionsfeindlichem Hintergrund kam es in der Peplerstrasse 32. Insgesamt wurden in den 24 Tagen der Besetzung Tartus durch die Bolschewiki 300 Personen in Stadt und Umgebung von ihnen getötet.

## Nachleben

### Auffindesituation
Nach den Erschießungen im Mordkeller flohen die Bolschewiki, bevor dort eine weitere Gruppe Gefangener hingerichtet werden konnte. Die estnischen und finnischen Soldaten brachen die Türen des Gefängnisses auf.
Dies ermöglichte es dem Arzt Dr. Wolfgang von Reyher, die Hinrichtungsstätte mit den Opfern bereits vormittags zu inspizieren, als die Körper noch warm waren. Aufgrund seines Berichts und fotografischer Aufnahmen, die teilweise in dem unten angegebenen Buch von Köhrer abgedruckt sind, sind einige Details über die Erschießungen bekannt:
Zum Ort der Hinrichtungen gelangte man durch einen dunklen, gewölbten Kellerraum, der etwa zehn Schritte lang war. Die eigentliche Hinrichtungsstätte betrat man durch einen niedrigen Bogen auf der linken Seite, unter dem man sich bücken musste. Der daran anschließende, ebenfalls dunkle und feuchte Raum war etwa acht Schritte lang und fünf Schritte breit. Den Anblick, der sich ihm dort bot, verglich Dr. von Reyher mit Dante Alighieris Inferno. Die nur mit Unterwäsche bekleideten Körper nahmen den gesamten Raum ein und lagen übereinander, im mittleren Bereich in drei Schichten, so dass ein Betreten des Raumes unmöglich war, ohne dabei auf menschliche Körper zu treten. Deren Positionen erschienen unnatürlich. Die Schüsse waren offenbar aus nächster Nähe ausgeführt worden, dementsprechend stark waren die Verletzungen. Die Schussverletzungen betrafen in den meisten Fällen den Kopf, in einigen Fällen bis zu dessen völliger Zerstörung; in einem Fall war der Kopf fast vollständig vom Körper abgetrennt. Einige der Opfer waren durch Axtschläge auf den Schädel getötet worden.  Wände und Boden des Raumes waren stark mit Blut, Hirnsubstanz und Schädelsplittern verschmutzt, ebenso das Bett, das sich in dem Raum befand. Auf einige Opfer war mehrfach geschossen worden. Dr. von Reyher zählte zunächst 23 Körper; ein Irrtum konnte sich aber schnell ergeben, da es schwierig war, in dem Haufen einzelne Körper zu identifizieren. Keiner in diesem Raum hatte überlebt. Die Exekutionen dürften diesen Beobachtungen zufolge so abgelaufen sein, dass die Opfer nach dem Ablegen ihrer Oberbekleidung in den Hinrichtungsraum auf die Körper der bereits Getöteten gestoßen und vom Durchgang aus sofort erschossen oder mit einem Axtschlag getötet wurden. Diese Annahme wird dadurch gestützt, dass sich keine Hinrichtungsspuren im Vorraum befanden. Die Körper wurden in das Anatomikum überführt und dort fotografiert.
Identifiziert werden konnten:
- Platon Kulbusch
- Michael Bleive
- Nikolai Stefanowitsch Beschanizki
- Traugott Hahn
- Hermann von Samson-Himmelstjerna aus Kawershof
- Heinrich von Krause, der Besitzer von Rewold
- der Bankier Arnold von Tideboehl
- Herbert von Schrenck
- Baron Konstantin von Knorring
- Moritz Wilhelm Paul Schwartz
- Stadtrat Gustav Tensmann[5]
- Stadtrat Gustav Seeland
- Kaufmann Susman Kaplan
- Ado Luik
- Kaufmann Harry Vogel
- Kaufmann Eugen Massal
- Friedrich Kärner, Mitarbeiter von Postimees[6]

### Beerdigung
Nicht nur evangelisch-lutherische Pastoren erwiesen Moritz Wilhelm Paul Schwartz die letzte Ehre, sondern auch alle damals in Tartu anwesenden orthodoxen Geistlichen, da er starb, weil er ein kirchliches Amt innehatte.

### Rigaer Märtyrerstein
Schwartz’ und Hahns Namen sind auf dem am 22. Mai 1920 eingeweihten Rigaer Märtyrerstein verzeichnet, der in der Zwischenkriegszeit zu einer zentralen Gedenkstätte für die Baltischen Märtyrer wurde.

### Zehnter Jahrestag
Der Tag der Eroberung Tartus durch die estnischen und finnischen Truppen, der gleichzeitig der Todestag Schwartz’ und seiner Gefährten war, wurde von der demokratischen estnischen Regierung zum jährlichen allgemeinen Gedenktag erklärt. Als Beispiel mag der 10. Jahrestag am 14. Januar 1929 dienen, an dem die Gedenkstätte im Keller der Kreditbank eingeweiht wurde:

#### Beginn des Tages und Festzug
Um 8 Uhr morgens läuteten alle Kirchenglocken Tartus. An den Häusern waren zahlreiche Fahnen angebracht. Die Straßen waren mit Menschen gefüllt. In den Kirchen fanden Dankgottesdienste statt. In den Schulen hielten die Direktoren Ansprachen und Vorträge. 
Ein Festzug der Geistlichen aller Konfessionen bewegte sich auf den Keller der Kreditbank zu und erreichte um 12 Uhr den Fleischmarkt vor dem Gebäude. Ein Teil des Festzuges, geführt von Bischof Kukk und Metropolit Alexander, stieg in den Keller hinab, der Rest, begleitet von tausend Personen, blieb vor dem Eingang, wo sich ein Katheder befand. Der Keller war gepflegt und gut ausgeleuchtet. Im zweiten Kellerraum befand sich an der Wand ein schwarzes Kreuz. 

#### Gedenktafel mit den Namen der Opfer
Rechts und links vom Kreuz waren zwei Tafeln mit den Namen der Opfer angebracht. So stand auf der rechten Tafel:
Bischof Platon,

Hermann von Samson-Himmelstjerna,

Herbert von Schrenck,

Pastor Wilhelm Schwartz,

Gustav Seeland,

Gustav Tensmann,

Arnold v. Tideboehl,

ein Unbekannter,

Harry Vogel.

Gestorben als Blutzeugen 1./14. 1919.
Und auf der anderen Tafel:
Oberpriester Nikolai Beshanitzky,

Oberpriester Michail Bleive,

Karl Bentsen,

Pastor Prof. D. Traugott Hahn,

Susman Kaplan,

Konstantin von Knorring,

Heinrich von Krause,

Friedrich Kärner,

Ado Luik,

Eugen Massal.
In dem Raum, in dem diese Personen gestorben waren, war ein Kreuz im Fußboden eingelassen. Die vielen Kugelspuren in den Wänden waren noch immer deutlich zu sehen. Die Tafeln existieren heute nicht mehr.

#### Interreligiöser, mehrsprachiger Gottesdienst
Der Metropolit feierte eine Seelenmesse im Keller, der Priester Kokla vor dem Gebäude. Die Anwesenden nahmen ihre Kopfbedeckungen ab und verharrten in Schweigen. Dann begann der Gottesdienst, für den dreisprachige Liederzettel ausgeteilt worden waren, mit einem Lied. Danach sprach Bischof Kukk, anschließend Metropolit Alexander. Oberpriester Ostroumow schilderte auf Russisch die Geschehnisse, die sich hier zehn Jahre zuvor ereignet hatten. Es folgten Gedenkworte für die Verstorbenen: von Propst K. von Zur-Mühlen auf Deutsch, von Rabbi Mostovsky auf Jiddisch und Hebräisch und von Prof. O. Seesemann auf Lettisch. Der Gottesdienst endete mit einem Dankwort des Gedenkkomitees, vertreten durch Pastor Treumann, und der Nationalhymne. Zur Einweihung der Gedenkstätte war auch ein Telegramm des Staatsältesten August Rei eingegangen.

#### Parade
Nach dem Gottesdienst gingen die Anwesenden zur Parade auf dem Rathausplatz. Dazu waren alle Truppenteile der Tartuer Garnison angetreten, ebenso das Schutzkorps und weitere Organisationen wie Studentenverbindungen. Letztere standen in einem Halbkreis vor dem Rathaus, auf der linken Seite des Platzes das Militär, auf der rechten Seite das Schutzkorps und die übrigen Organisationen.

### Heutiges Gedenken
Die deutsche Gemeinde von Tartu versammelt sich alljährlich, um einen Kranz an der Hinrichtungsstätte niederzulegen.